# Kūlgrinda

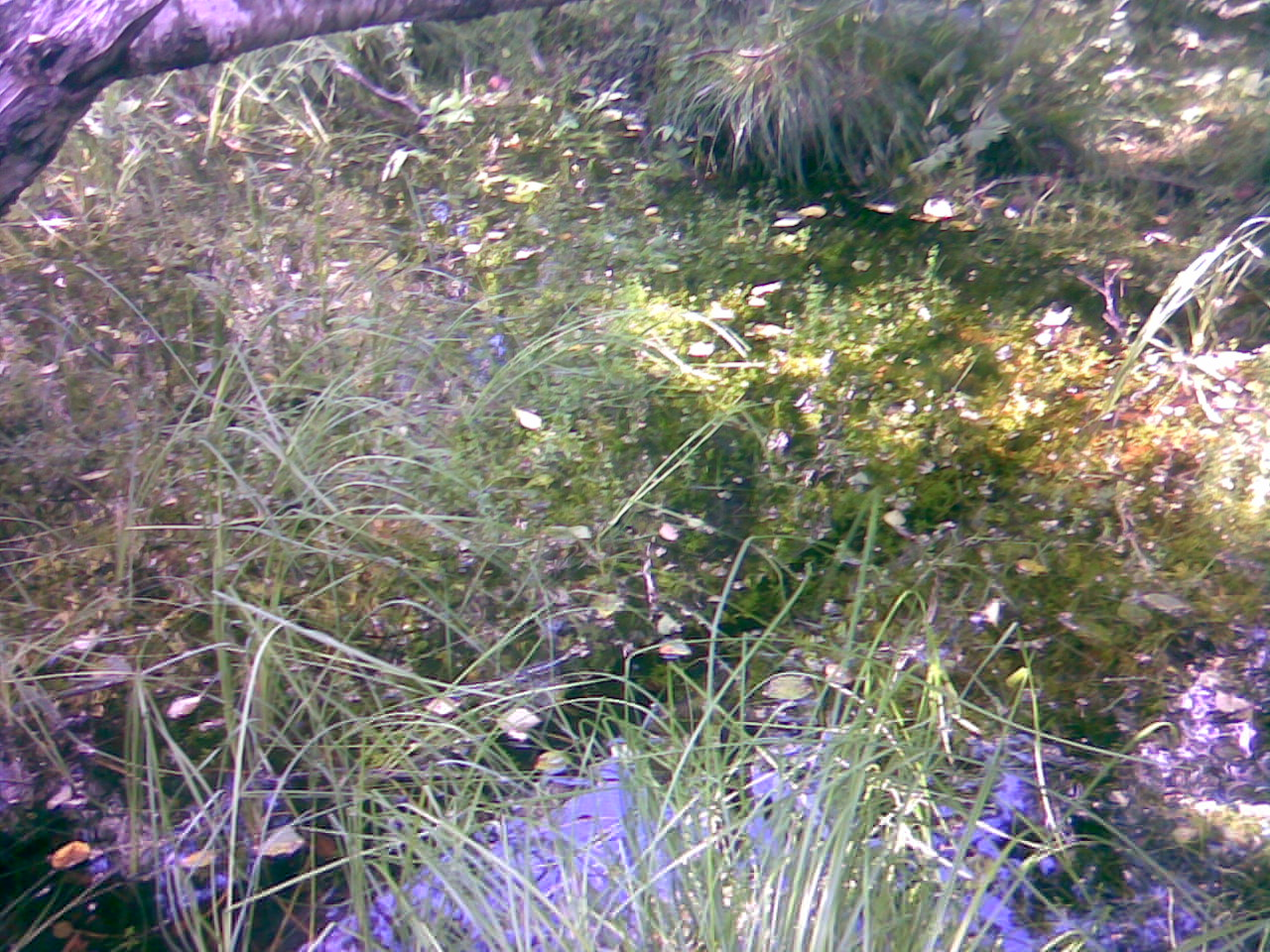
Kulgrinda przy grodzisku Medvėgalis

Kūlgrinda (żmudz. kulis „kamień” i grinda „nawierzchnia”) – ukryta, kręta ścieżka, prowadząca przez bagna, jeziora, rzeki i inne tereny podwodne, zbudowana z kamieni lub drewnianych kłód. Spotykana na Litwie i w Prusach.
Budowana na terenach trudno dostępnych. Kulgrinda miała średnio szerokość od 4 do 6 m, a długość do około pół kilometra. Na Litwie znaleziono elementy 10 kulgrind; w pełni zachowały się jedynie cztery - trzy w rejonie szyłelskim i jedna w rejonie kretyngańskim. Ścieżki prowadziły do grodów. Początkowo pełniły funkcję ukrytego skrótu o zastosowaniu militarnym i obronnym, z czasem zaczęły pełnić funkcję ceremonialną jako ścieżki prowadzące do miejsc pochówku zmarłych w wodzie.
Pierwsze kulgrindy były tworzone przez Prusów już w pierwszych wiekach naszej ery; większość tych ścieżek na Litwie pochodzi z okresu wczesnego średniowiecza. Kulgrindy są również spotykane na terenie współczesnej Łotwy, Białorusi i obwodu królewieckiego w Rosji.